# George Spencer-Churchill (8e duc de Marlborough)
Pour les articles homonymes, voir George Spencer-Churchill, Spencer et Churchill.
Cet article possède des paronymes, voir George Spencer et George Churchill.
Pour les autres membres de la famille, voir Famille Spencer.
George-Charles Spencer-Churchill (13 mai 1844 - 9 novembre 1892, Palais de Blenheim), 8e duc de Marlborough, connu sous les titres de comte de Sunderland puis de marquis de Blandford, est un militaire et homme politique britannique.

## Biographie
Fils de John Spencer-Churchill (7e duc de Marlborough) et de Frances Anne Emily Vane (en) (fille de Charles Vane (3e marquis de Londonderry)), il est le frère de Randolph Churchill et l'oncle de Winston Churchill.
Il suit ses études à Eton College, puis il rejoint l'armée, et est lieutenant aux Royal Horse Guards en 1863.
En 1883, il succède à son père dans le titre de duc de Marlborough et à la Chambre des lords.
Marié en 1869, au Palais de Westminster, avec Lady Albertha Hamilton (en), fille de James Hamilton (1er duc d'Abercorn) et de Louisa Russell (en), il est le père de Charles Spencer-Churchill, ainsi que le beau-père de Cecil Grenfell (en) et de Francis Bradley Bradley-Birt (en).

## Sources
- (en) Cet article est partiellement ou en totalité issu de l’article de Wikipédia en anglais intitulé « George Spencer-Churchill, 8th Duke of Marlborough » (voir la liste des auteurs).